# Osborne Computer Corporation
Osborne Computer Corporation (OCC), va ser una empresa estatunidenca fundada per Adam Osborne el 1981, amb l'objectiu de produir ordinadors personals portàtils. Adam Osborne va demanar a Lee Felsenstein que desenvolupés el seu projecte i el resultat va ser l'exitós l'Osborne 1.
L'empresa, però, va ser víctima del seu propi èxit. Va prometre productes millorats abans de tenir la capacitat de produir-los, i va ser ràpidament superada pels seus competidors com Kaypro. El 1983, l'OCC es va declarar en fallida.